# مزرعه جوادالائمه
مزرعه جوادالائمه یک منطقهٔ مسکونی در ایران است که در دهستان کبوترخان واقع شده‌است.